# جسر دونغهاي
جسر دونغهاي (بالصينية: 东海大桥) وتعني بالعربية (جسر البحر الشرقي) هو ممر عبر البحر يربط كل من مدينة: نانهوي الجديدة، ومنطقة بودونغ الجديدة في شنغهاي، وبلدة يانغشان، ومقاطعة شينغسي، ومدينة تشوشان، بمقاطعة جيجيانغ في جمهورية الصين الشعبية. وبذلك يتم ربط كل هذه المناطق بـ ميناء يانغشان للمياه العميقة بخليج هانغتشو بمقاطعة جيجيانغ. ويعتبر أيضا أحد المشاريع الداعمة والهادفة لتطوير وانشاء الميناء،
تم العمل على بناء جسر بحر الصين الشرقي (دونغهاي) في الفترة من 26 يونيو 2002 حتى 25 مايو 2005، وبعد الانتهاء من مرحلة الإنشاء أقيم حفل افتتاح كبير؛ وأُعلن كأول جسر فوق البحر في الصين واحدى أطول الجسور في العالم، وفي 10 ديسمبر 2005، تم فتح الجسر رسميًا أمام حركة المرور، يبلغ طول الطريق حوالي 32.5كم، ويبلغ طول الجسر الرئيسي 25.3كم؛ ويتكون سطح الجسر في اتجاهين من ستة حارات لكل منها، بلغت قيمة تكلفة المشروع حوالي 7.1 مليار رنمينبي اعتبارًا من عام 2013، يعد جسر دونغهاي جزءًا من الطريق السريع لمدينة شنغهاي الملقب بـ هولو (Hulu Expressway).

## مشاريع شقيقة
في 29 يناير 2014، أعلنت سلطات التخطيط الحضري في شنغهاي أنها ستبني جسرًا ثانيًا يجمع بين الطرق والسكك الحديدية للمساعدة في تلبية طلبات النقل المتزايدة لميناء يانغشان للمياه العميقة.

## وصلات خارجية
- معرض الصور